# Trafermin
Trafermin (tên thương hiệu Fiblast), còn được gọi là yếu tố tăng trưởng nguyên bào sợi cơ bản của con người (rhbFGF), là một dạng tái tổ hợp của yếu tố tăng trưởng nguyên bào sợi cơ bản của con người (bFGF) được bán trên thị trường ở Nhật Bản dưới dạng thuốc xịt trị viêm da. Nó cũng hiện đang được điều trị trước khi điều trị viêm nha chu. Là một dạng tái tổ hợp của bFGF, trafermin là một chất chủ vận mạnh của FGFR1, FGFR2, FGFR3 và FGFR4. Thuốc đã được bán trên thị trường Nhật Bản từ tháng 6 năm 2001.